# Jacques Thibaud
Jacques Thibaud, född 27 september 1880 i Bordeaux, död 1 september 1953 vid Mont Cimet nära Barcelonnette, Alpes-de-Haute-Provence (i en flygolycka), var en fransk violinist.
Thibaud studerade först för sin far, för att 1893 antas som elev till Martin Marsick vid musikonservatoriet i Paris. Thibaud delade 1896 förstapriset i violinklassen vid konservatoriet med Pierre Monteux, och anställdes två år senare som förste konsertmästare i Colonneorkestern.
Thibaud anses som en av Frankrikes främsta violinister och gjorde sig särskilt känd för sina tolkningar av fransk musik och W A Mozart. Tillsammans med cellisten Pablo Casals och pianisten Alfred Cortot, bildade han 1905 en trio som kom att bestå fram till 1937. Thibault deltog i första världskriget och skadades så svårt att han tvingades anpassa sig till en annan teknik än han använt före kriget, vilket bevisligen inte inverkat menligt på hans kapacitet.
Sedan 1946 anordnas internationella pianist- och violinist-tävlingar, Concours International Marguerite Long – Jacques Thibaud, som bär hans namn.